# Ива Јовић
Ива Јовић (енгл. Iva Jovic) професионална је америчка тенисерка. У каријери има 5. место у комбинованом рангирању јуниора, постигнуто 15. јула 2024. Освојила је две јуниорске гренд слем титуле у паровима за девојчице, на Аустралијан опену 2024. и шампионату у Вимблдону 2024. године.

## Каријера
Ива Јовић је рођена од оца Бојана и мајке Јелене, обоје досељених у Америку из Србије. Има старију сестру Мију. Ива је из Торанса у Калифорнији и живи у Лос Анђелесу.
Јовић је почела да игра тенис са пет година.

## Јуниор
Јовић је победила у појединачној конкуренцији до 14 година на Оранџ Боулу у децембру 2021. године.
Она је освојила друго место на првом Међународном јуниорском првенству које је одржано током Отвореног првенства Индијан Велса у марту 2023. године, где ју је у финалу победио Клерви Нгун.
Ива Јовић и њена земљакиња Тајра Грант освојиле су дубл на Оранџ Боулу у Плантејшону, Флорида, 2022. године и поновиле успех 2023. године, победивши прве носиоце, чешки пар Алену Ковачкову и Лауру Самсонову. Грант, Јовић и Хамилтон били су део победничког америчког тима на јуниорском Били Џин купу 2023. године, освојивши турнир без губитка сета. У својим појединачним мечевима, Јовићева је изгубила укупно 26 гемова у 12 одиграних сетова.
Са Грантом је победила у финалу жреба дублова за девојчице на Аустралијан опену 2024. Пар није испустио сет на турниру. Пар је такође стигао до финала дублова за девојке на Отвореном првенству Француске 2024.. Јовић и Грант освојили су титулу у паровима за девојчице на Вимблдону 2024. године.

## Професионална каријера
У јуну 2022, Јовићева је дебитовала као џокер на догађају „SoCal Pro Circuit Jack Kramer Club” од 15.000 долара у Лос Анђелесу, где је стигла до финала.  Октобра 2023. освојила је своју прву титулу на женском „Ascension Project Women's Open” са  аградним фондом од 25 хиљада долара у Редингу.